# Adam Clark Vroman

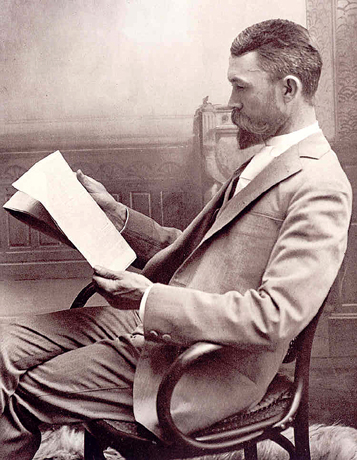
Adam Clark Vroman

Adam Clark Vroman (* 15. April 1856 in LaSalle; † 24. Juli 1916 in Altadena) war ein amerikanischer Fotograf und Buchhändler.

## Leben und Wirken

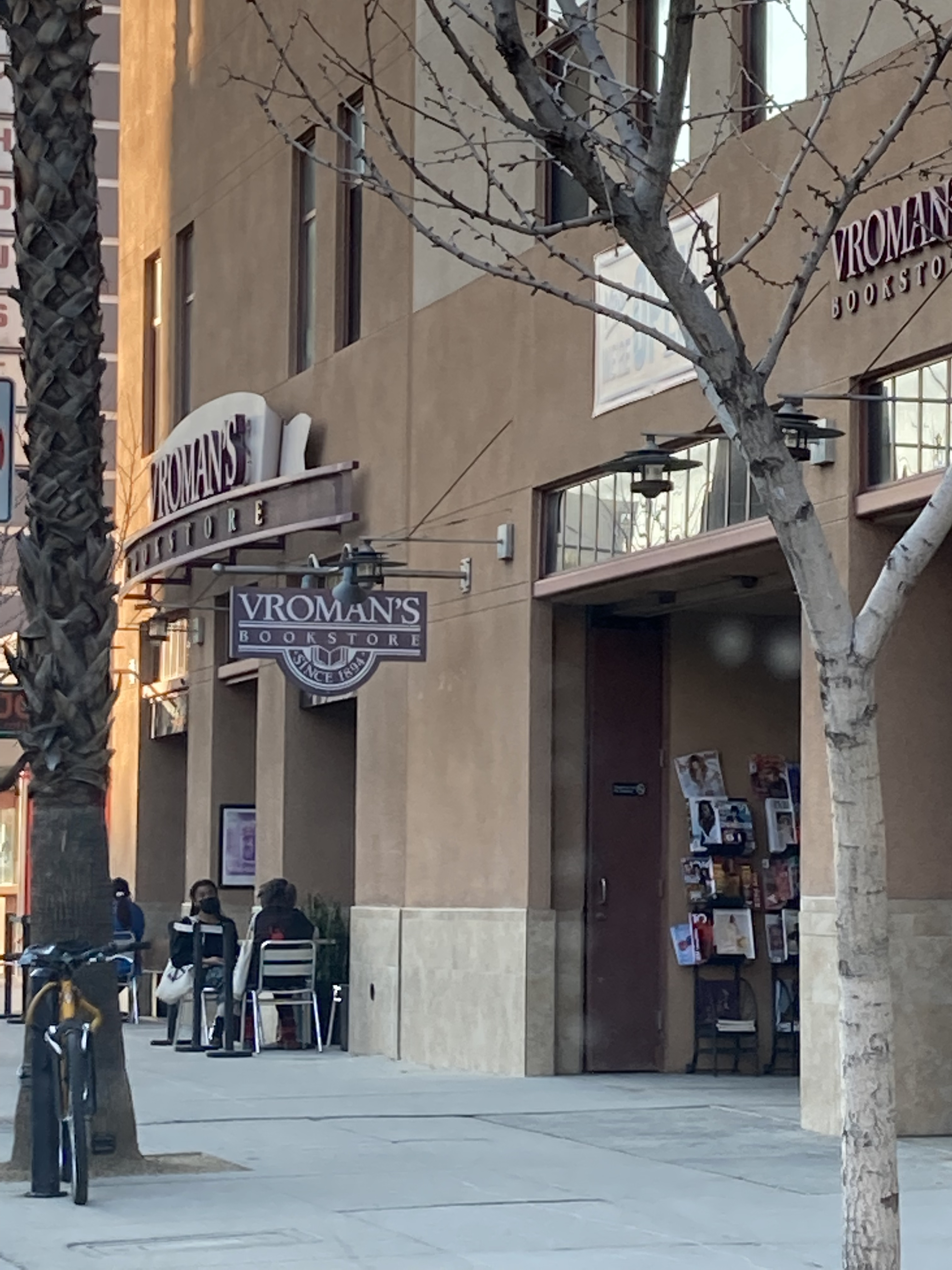
Vroman's Bookstore

Adam Clark Vroman wurde am 15. April 1856 in LaSalle geboren. Vroman war Eisenbahner. Er kam mit seiner kranken Ehefrau Esther nach Pasadena, in der Hoffnung auf Genesung. Seine Frau starb jedoch an Tuberkulose nach zweijähriger Ehe. Adam blieb in Pasadena und eröffnete 1894 eine Buchhandlung, den Vroman Bookstore, welche bis heute besteht.
Die Fotografie übte er zunächst in seiner Freizeit aus, bis er 1895 zu seiner ersten Photoreise aufbrach. Seine Reisen führten ihn zu den indigenen Völkern, deren Sitten er in zahlreichen Photografien festhielt. Er kam jedes Jahr zu ihnen zurück und übergab ihnen Bilder seines letzten Aufenthaltes.
Während seiner Reisen dokumentierte er auch die südkalifornischen Missionen des 18. Jahrhunderts, welche meist verlassen waren und zu dieser Zeit unter spanischem Einfluss standen.
Adam Clark Vroman starb am 24. Juli 1916 in Altadena.

## Werke (Auswahl)

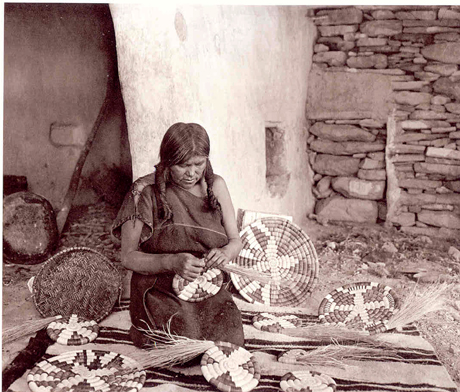
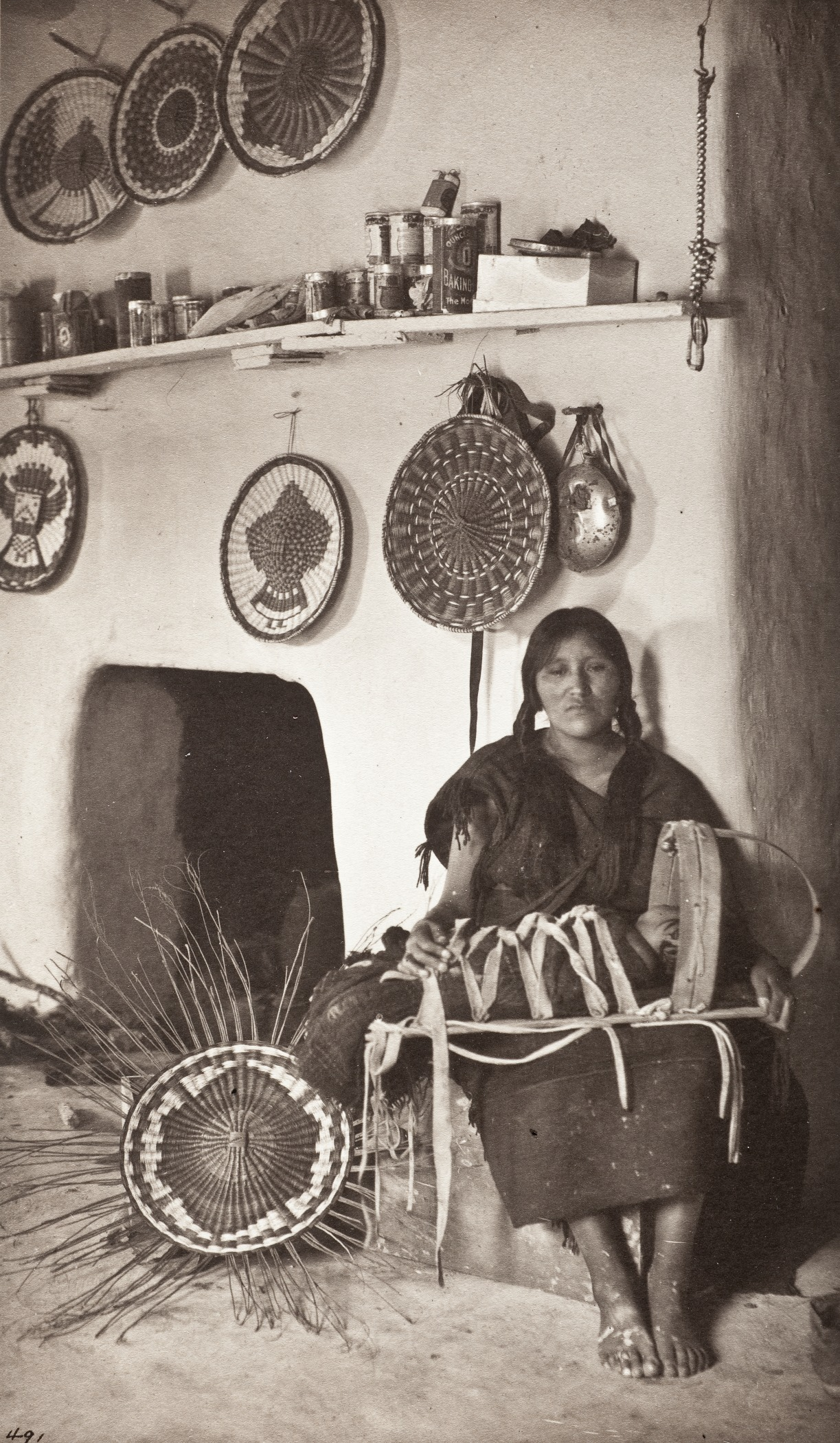
Indianische Mutter mit ihrem Kind
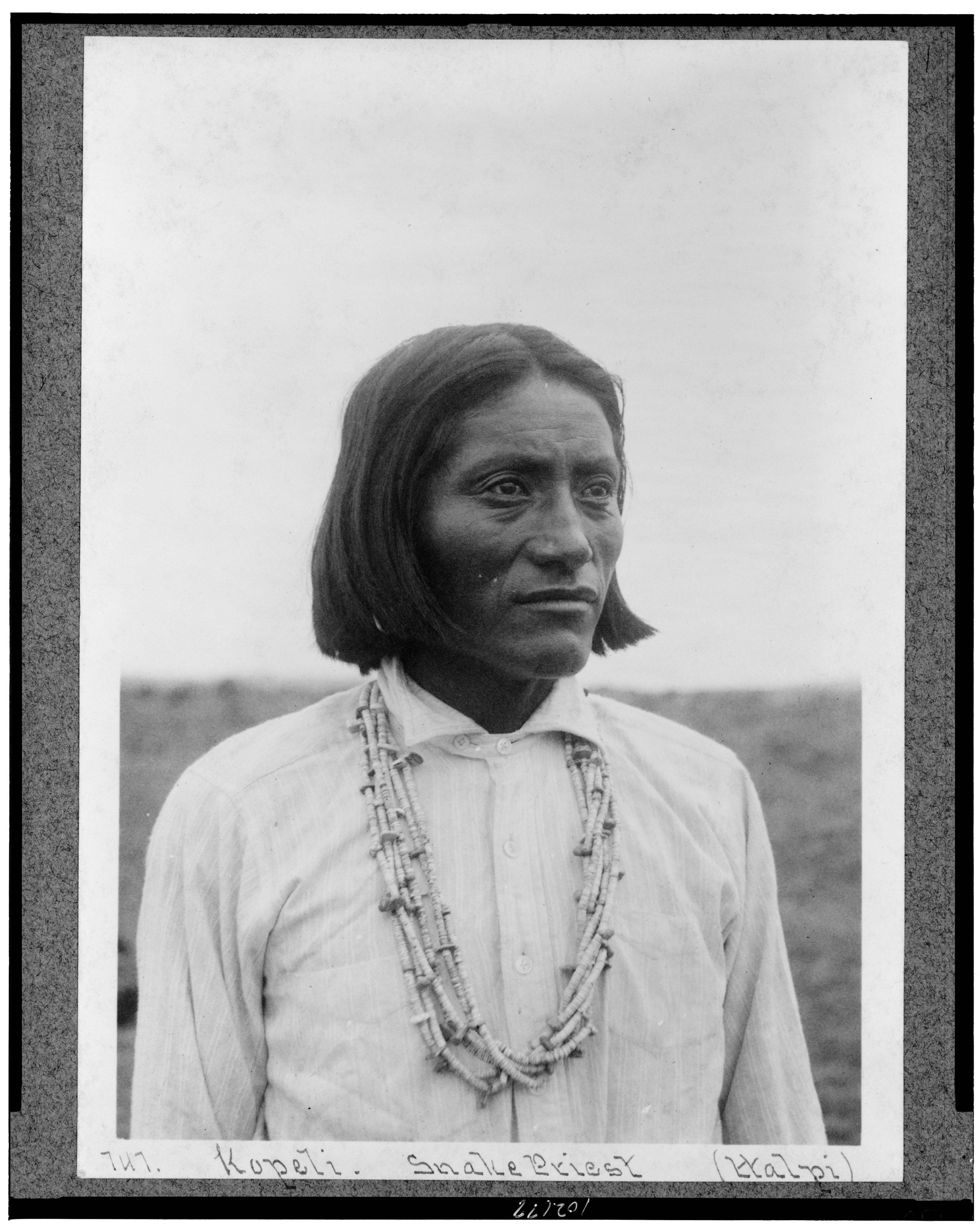
Schlangenpriester
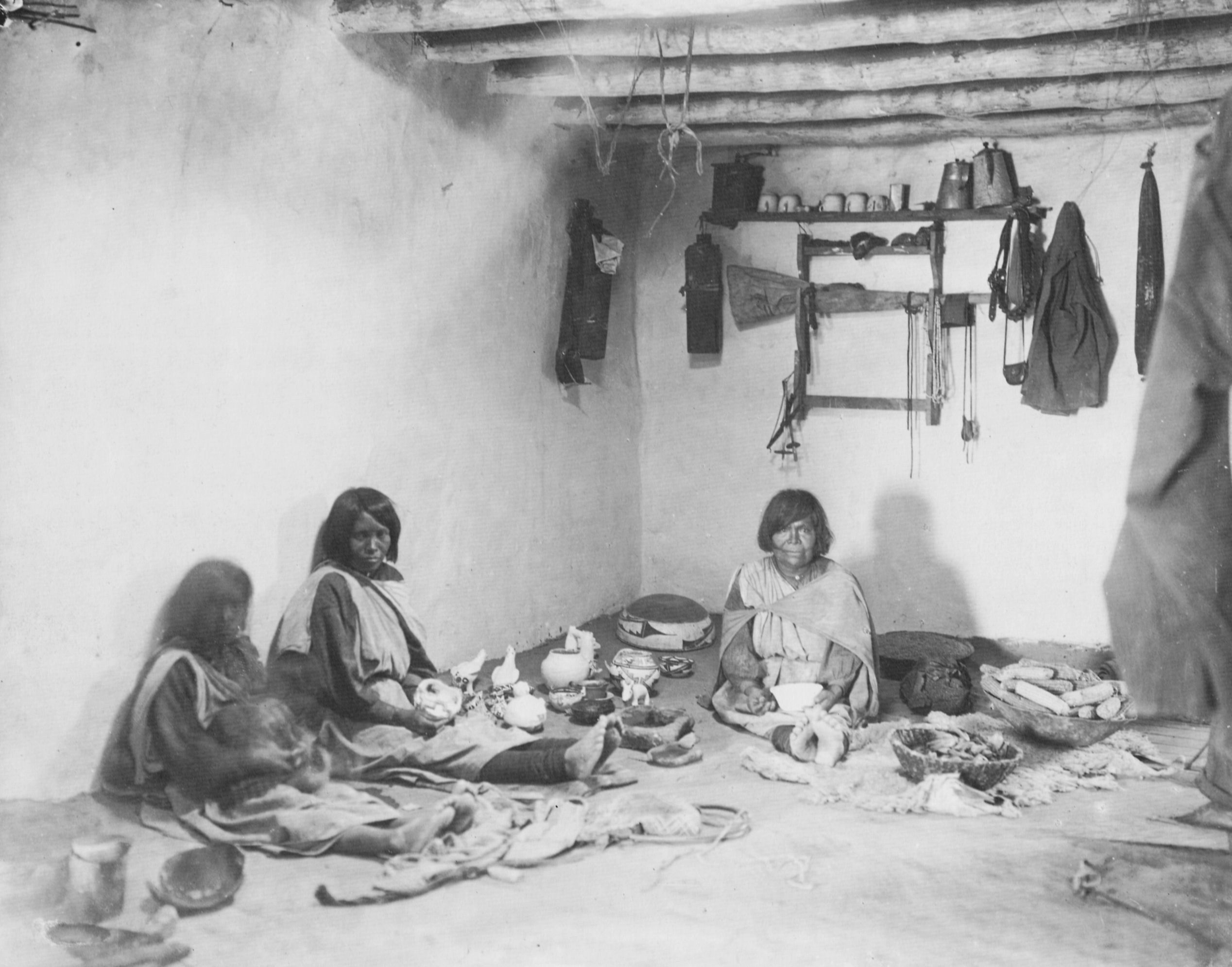
Wohnraum eines Zuni-Hauses
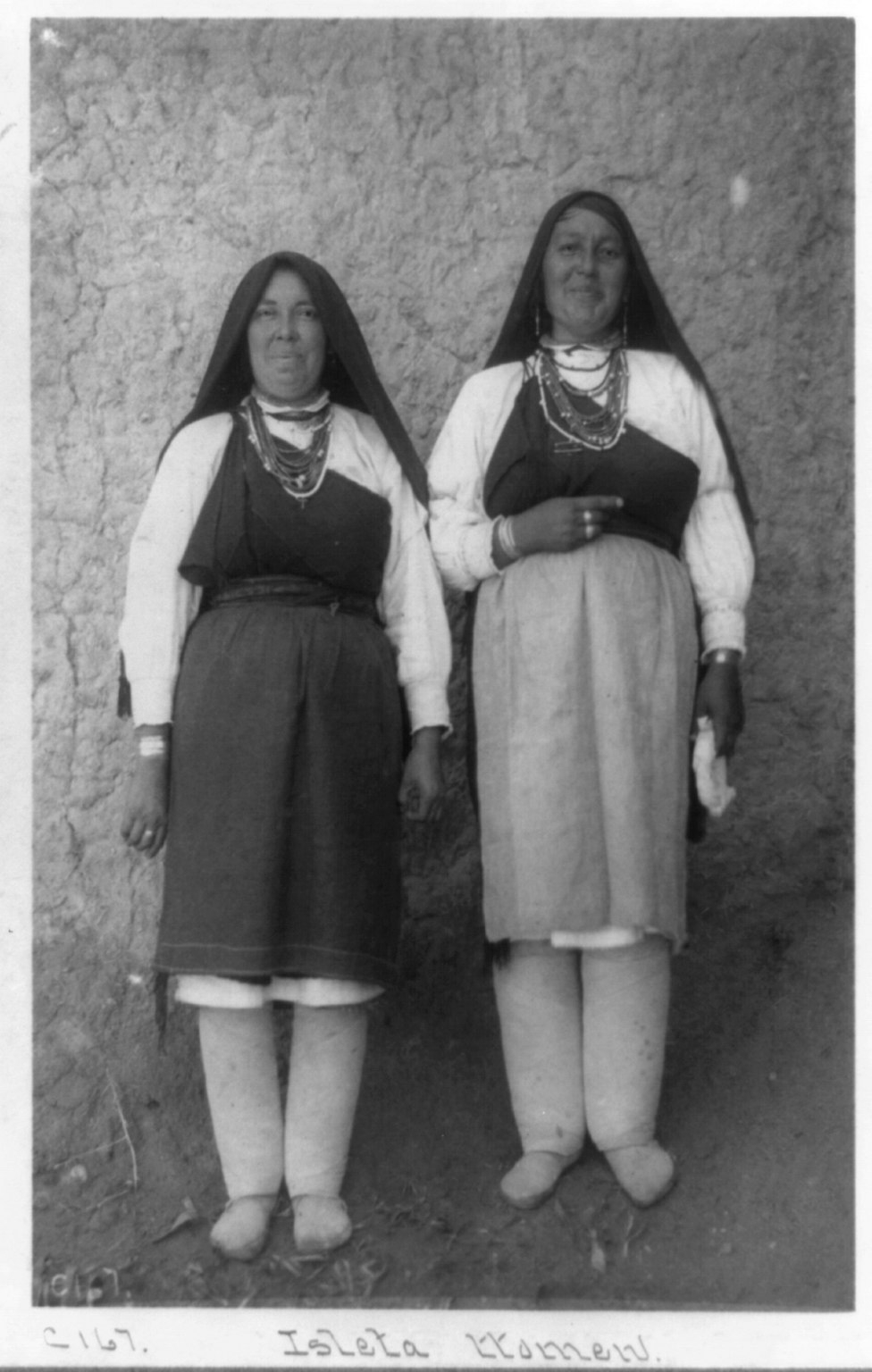
Isleta-Frauen

Vroman wurde vor allem durch seine Porträts der indigenen Völker bekannt. Sein Erfolg zeichnete sich dadurch aus, dass er sich laut eigenen Angaben Zeit und Geduld für die Leute nahm und ihnen die Funktionsweise der Kamera genauer erklärte.
In den 1950er Jahren wurden 2400 Negative von Vroman gefunden, welche den dokumentarischen Stil seiner Arbeit in ihrer Ästhetik und Dramatik prägen.